# اسلام کاظمیه
اسلام کاظمیه (۱۳۰۹ در تهران– ۱۳۷۶ در پاریس) نویسنده و فعال سیاسی ایرانی که فعالیت‌های فرهنگی وی، بیشتر روی داستان‌نویسی متمرکز بود، هر چند که مدتی نیز در زمینهٔ روزنامه‌نگاری تلاش نمود.

گرایش‌های سیاسی پیش از انقلاب کاظمیه در کنار خلیل ملکی و جلال آل احمد شکل گرفت. او بعدها به علی امینی نزدیک شد و به عنوان رابط بین کانون نویسندگان و دفتر نخست‌وزیری مشهور گشت.
پس از انقلاب اسلامی، وی همراه علی‌اصغر حاج‌سیدجوادی نشریهٔ جنبش را منتشر کرد؛ بعد مدتی نیز ایران را ترک و به فرانسه پناهنده شد و با همکاری علی امینی جبهه نجات ایران را همراهی کرد.
کاظمیه پس از مرگ علی امینی منزوی شد و پس از مدتی در پاریس خودکشی کرد.

او پیش از مرگش یادداشت‌هایی از خودش بجا گذاشته که در آنها علل مرگ خود را شرح داده‌است. عنوان یادداشت‌هایش چنین است:
رفتیم و دل شما را شکستیم…

## مرگ کاظمیه از زبان شاهرخ مسکوب
شاهرخ مسکوب که با اسلام کاظمیه رفاقت داشت داستان خودکشی او را در کتاب روزها در راه به این صورت شرح داده‌است:
ششم ماه مه ۱۹۹۷
صبح امروز منوچهر تلفن کرد:

- شاهرخ

- صدایت از ته چاه در می‌آید!

- آره

- چی شده؟

- این اسلام دیشب کار خودش را تمام کرد. احمق

- نه…

دیگر نه او توانست حرف بزند و نه من. یک لحظه سکوت بود. پس از آن، شکسته بسته اضافه کرد: صبح که در مغازه را باز کردم دیدم یادداشتی گذاشته برای خداحافظی؛ عذر خواهی از زحمت‌هایی که داده

پرسیدم: حالا چی؟ در چه وضعی است؟ گفت: «هرموز» و یکی دو نفر دیگر رفته‌اند سراغ جنازه…

گوشی را گذاشتم. از فرط درماندگی و بیچارگی نسلی که ماییم گریه‌ام گرفت. نادان، ناتوان و دست بسته؛ رها شده در این جنگل مولا. انقلابی؛ ضد شاه؛ طرفدار خمینی؛ مخصوصاً از شب‌های شعر انجمن فرهنگی ایران و آلمان (که یکی از کارگردان‌های آن شب‌ها بود)، شرکت در انقلاب؛ همکاری با… در گروه یا جمعیتی که تشکیل داده بود؛ سر دبیری کاوش و بعد؛ فرار و پناهندگی؛ سرنوشت محتوم انقلابی‌های غیر مذهبی: یا زندان و مرگ یا فرار!
در پاریس با گروه نجات ایران دکتر امینی و «ایران و جهان» که نشریهٔ ارگان آن‌ها بود همکاری می‌کرد.

نجات ایران پاشید. امینی مرد و اسلام کاظمیه شاگرد یک مغازه فتوکپی شد. چند سالی هم به شاگردی گذشت و به پیسی و نداری و آبرو داری. تا اینکه به کمک یکی از دوستانش در کوچه «مایه» مغازه فتوکپی مفلوک بدبخت فقیر و بیچاره‌ای باز کرد. اینکاره نبود و در همه کار و همه چیزش درمانده بود.
دو سکته قلبی و بیماری سخت؛ تنهایی؛ نداری و عزت نفس؛ گرفتاری مالی و اجراییه؛ و بدتر از همه اینها برای آدمی دردمند سیاست؛ نومیدی از هر چه در ایران می‌گذرد و بیگانگی تمام با هر چه در اینجاست؛ و آخر سر؟ خودکشی و خلاص! مرگ یکبار شیون یکبار…
ساسان شفیعی از مرگ شجاعانه اسلام با خبر شد و رفت به سراغ منوچهر… گفت: آقای پیروز؛ هر کاری که لازم است برای اسلام می‌کنیم؛ یک قبر در پرلاشز می‌خریم. در سالن یک هتل آبرومند مجلس یادبودش را برگزار می‌کنیم و همه تشریفات دیگر… مخارجش به عهده من؛ ولی شما بگویید چه کار باید کرد؟ روز بعد هم تلفن کرد که قرارداد را با فلان شرکت تشییع جنازه امضا کرد و چک صادر شده. مراسم یادبود هم در هتل… خواهد بود؛ و ظاهراً بقیه کارها را به منوچهر - که از آن همدردی و از این بزرگواری حظ و حتی تعجب کرده بود - واگذاشت. چون ساسان هیچ دوستی یا مناسبتی با اسلام نداشت جز آنکه می‌دانست او از دوستان پدرش بود. همین و بس.
فردای روزی که پدر ساسان مرد؛ اسلام آمد دم مغازه. پشت دخل ایستاده بودم. بعد از سلام و علیک حالش را پرسیدم. دیدم بجای جواب چانه‌اش می‌لرزد.

گفتم: چی شده؟
نمی‌توانست جواب بدهد. فقط گفت: شفیعی…

گفتم: طوری شده؟

گفت: مرد، سکته کرد، رفت،

جا خوردم. چون مرد رفتنی نبود.

گفتم: بیا تو، بیا تو،

و آمدیم در همین دولتسرای پشت مغازه داستان مرگ دوستش را تعریف کرد و گریه می‌کرد. نمی‌توانست تنها بماند. نمی‌توانست حرف نزند. فکر کرده بود بیاید پیش من. یکی دو ساعتی نشست. کمی آرام گرفت و رفت.
شفیعی برای اینکه اسلام را از شاگردی دکان فتوکپی و مخصوصاً از زیر دست صاحب کار درویش خاکسار خوش ظاهر سر به زیر موزمار برهاند، رفت توی جلد اسلام که بیا خودت یک دکان فتوکپی باز کن. سرمایه اولیه را هم شفیعی بعهده گرفت.
اسلام اگرچه اینکاره نبود ولی از روی ناچاری این دست دوستی را پذیرفت. راهی به جایی نداشت اما یکی دو روز پیش از امضای اسناد مرگ ناگهانی شفیعی سر رسید و اسلام هم فاتحه دکانداری را خواند. اما همین پسر این بار پیشقدم شد و گفت: خواست پدرم باید انجام شود؛ و انجام داد.
بگذریم از اینکه اسلام بینوا اینکاره نبود. حساب و کتاب سرش نمی‌شد. نمی‌دانست با مشتری‌ها چه بکند. دکان پاتوق چند دوست و آشنای باز نشسته بیکار و جای گپ زدن و قصه پردازی بود. بوی نا و نم کهنه می‌داد و مورچه کنار بساط چای و پای ظرف آشغال می‌پلکید و مغازه در تمام این سه چهار سال بدهکار و دست آخر ورشکسته بود.

اسلام از مرگش چندین صفحه یادداشت از خودش بجا گذاشته و لحظه به لحظه مرگ خود را شرح داده‌است. عنوان یادداشت‌هایش چنین است:
رفتیم و دل شما را شکستیم…

## آثار
آثار داستانی نویسنده عبارتند از:
- قصه‌های کوچهٔ دلبخواه: هشت قصهٔ به‌هم‌پیوسته، تهران: رَز، ۱۳۴۷
- جای پای اسکندر، تهران: کتاب نمونه، ۱۳۵۰ (آخرین تجدید چاپ: انتشارات فردوس، تهران: ۱۳۸۵)
- قصه‌های شهر خوشبختی: مجموعه داستان، تهران: رَز، ۱۳۵۵

## نگارخانه

گورستان پر لاشز
اسلام کاظمیه پاریس،  ۱۹۹۱ (میلادی)
روزنامه کیهان